# Hospital da Luz Torres de Lisboa
Das Hospital da Luz Torres de Lisboa, gelegentlich auch Hospital da Luz Torres das Amoreiras, ist ein Krankenhaus in der portugiesischen Hauptstadt Lissabon. Es ist im namensgebenden Gebäudekomplex Torres das Amoreiras untergebracht und gehört zur Unternehmensgruppe Luz Saúde, einem portugiesischen Privatklinikbetreiber, der unter dem Namen Hospital da Luz eine Reihe Krankenhäuser im Land führt. Bis 2017 trug das Haus den Namen British Hospital. 
Das Hospital da Luz Torres de Lisboa ist dem Hospital da Luz Lisboa untergliedert, zusammen mit zwei weiteren Häusern.

## Geschichte

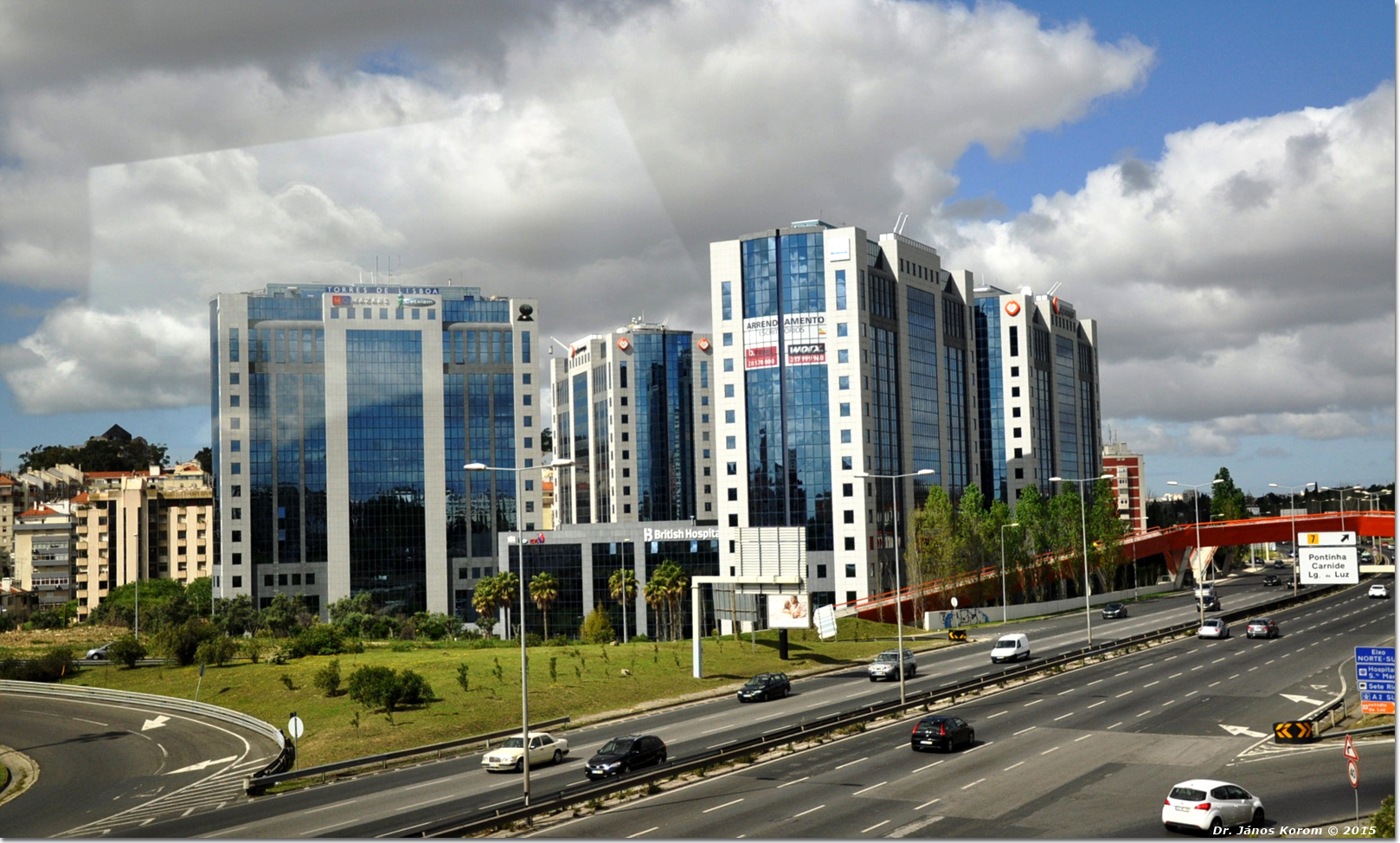
Das 1869 gegründete British Hospital vor dem Gebäudekomplex der Torres das Amoreiras in Lissabon 2015. Bis 2017 trug es diesen Namen, seither trägt es seine heutige Bezeichnung.

1869 wurde das British Hospital gegründet, das Angehörige der Royal Navy versorgen sollte, während sie in Lissabon vor Anker liegen. Damit gilt es als erste Privatklinik in Portugal, dessen übrigen Krankenhäuser staatlich bzw. öffentlich waren. Seit 1910, dem Jahr der Ausrufung der Portugiesischen Republik, steht das Haus der Allgemeinheit offen.
2017 erstand der chinesisch kontrollierte portugiesische Privatklinikbetreiber Luz Saúde das British Hospital. Der Kauf beinhaltete das eigentliche British Hospital mit seinen 46 Betten, drei Operationssälen und 34 Untersuchungszimmern, dazu die Ambulanz British Hospital Saldanha Microcular, ein am zentralen Saldanha-Platz liegender Ableger des British Hospital insbesondere für Augenheilkunde und Laserchirurgie, und 90,41 % an der British Hospital Management Care, die in den Torres das Amoreiras ansässig ist und sich im Bereich Arbeitsunfälle und Physiotherapie betätigt.
Im Jahr 2018 erhielt das bisherige British Hospital seinen heutigen Namen und wurde in die Struktur der Krankenhausmarke Hospital da Luz der Unternehmensgruppe integriert.

## Angebote

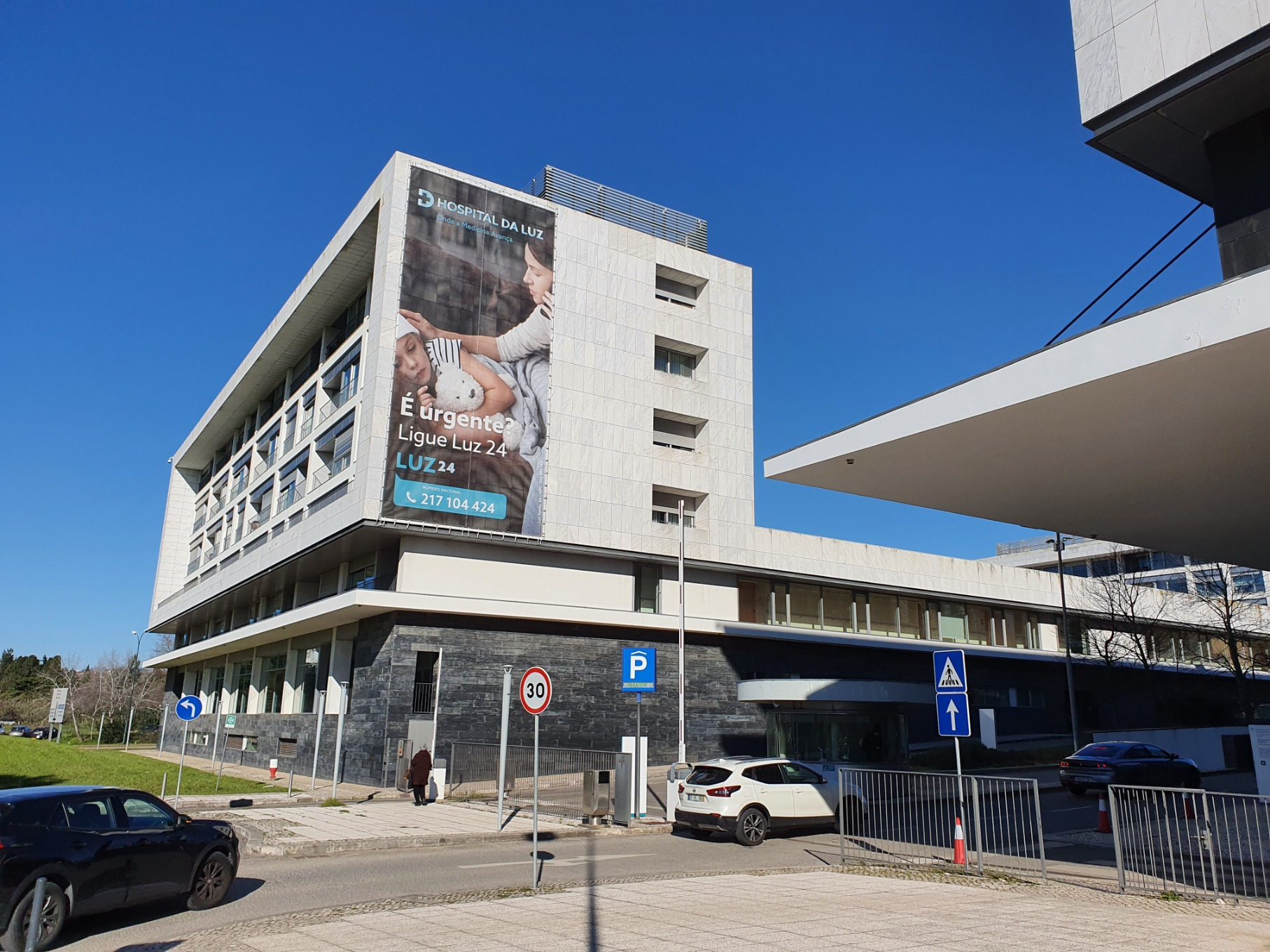
Das Hospital da Luz Lisboa ist das Hauptkrankenhaus, dem das Hospital da Luz Torres de Lisboa untergliedert ist

Zu den wichtigsten Einrichtungen und Abteilungen des Hospitals da Luz Torres de Lisboa zählen:
- Möglichkeiten der medizinischen Untersuchung inklusive verschiedener bildgebender Verfahren, chirurgischer Untersuchungen und der Laboratoriumsmedizin.
- Operationssäle
- chirurgische Ambulanz
- eine Intensivstation und eine Station für Intermediate Care